# Savigneux (Ain)
Pour les articles homonymes, voir Savigneux.
Savigneux est une commune française située dans le département de l'Ain, en région Auvergne-Rhône-Alpes.
Ses habitants sont les Savignacois(es) ou, selon la municipalité, les Sabinien(ne)s.

## Géographie
À 12 km de Villefranche-sur-Saône et à 44 km de Lyon, Savigneux est une commune située dans l'ouest du pays de la Dombes. L'ancienne communauté de communes dont elle faisait partie se présentait même comme la « porte ouest de la Dombes ».

### Hydrographie
La Pierre, un ruisseau venant d'Ambérieux traverse la commune d'est en ouest.

### Voies de communication et transports
La commune est desservie par la ligne 119 Bourg-en-Bresse - Villefranche-sur-Saône des autocars de l'Ain.
Le territoire de la commune est coupé en deux par la ligne à grande vitesse Sud-Est selon un axe nord-sud.

### Climat
Pour des articles plus généraux, voir Climat d'Auvergne-Rhône-Alpes et Climat de l'Ain.
En 2010, le climat de la commune est de type climat océanique dégradé des plaines du Centre et du Nord, selon une étude du CNRS s'appuyant sur une série de données couvrant la période 1971-2000. En 2020, Météo-France publie une typologie des climats de la France métropolitaine dans laquelle la commune est dans une zone de transition entre le climat semi-continental et le climat de montagne et est dans la région climatique Bourgogne, vallée de la Saône, caractérisée par un bon ensoleillement (1 900 h/an), un été chaud (18,5 °C), un air sec au printemps et en été et des vents faibles.
Pour la période 1971-2000, la température annuelle moyenne est de 11,8 °C, avec une amplitude thermique annuelle de 17,9 °C. Le cumul annuel moyen de précipitations est de 868 mm, avec 9,5 jours de précipitations en janvier et 7,2 jours en juillet. Pour la période 1991-2020, la température moyenne annuelle observée sur la station météorologique de Météo-France la plus proche, « Villefranche », sur la commune de Villefranche-sur-Saône à 10 km à vol d'oiseau, est de 13,1 °C et le cumul annuel moyen de précipitations est de 790,9 mm,. Pour l'avenir, les paramètres climatiques de la commune estimés pour 2050 selon différents scénarios d'émission de gaz à effet de serre sont consultables sur un site dédié publié par Météo-France en novembre 2022.

## Urbanisme

### Typologie
Au 1er janvier 2024, Savigneux est catégorisée bourg rural, selon la nouvelle grille communale de densité à 7 niveaux définie par l'Insee en 2022.
Elle est située hors unité urbaine. Par ailleurs la commune fait partie de l'aire d'attraction de Lyon, dont elle est une commune de la couronne,. Cette aire, qui regroupe 397 communes, est catégorisée dans les aires de 700 000 habitants ou plus (hors Paris),.

### Occupation des sols
L'occupation des sols de la commune, telle qu'elle ressort de la base de données européenne d’occupation biophysique des sols Corine Land Cover (CLC), est marquée par l'importance des territoires agricoles (81,6 % en 2018), en diminution par rapport à 1990 (82,5 %). La répartition détaillée en 2018 est la suivante : 
terres arables (63,2 %), zones agricoles hétérogènes (18,4 %), forêts (8,9 %), eaux continentales (5,4 %), zones urbanisées (4,1 %).
L'évolution de l’occupation des sols de la commune et de ses infrastructures peut être observée sur les différentes représentations cartographiques du territoire : la carte de Cassini (XVIIIe siècle), la carte d'état-major (1820-1866) et les cartes ou photos aériennes de l'IGN pour la période actuelle (1950 à aujourd'hui).

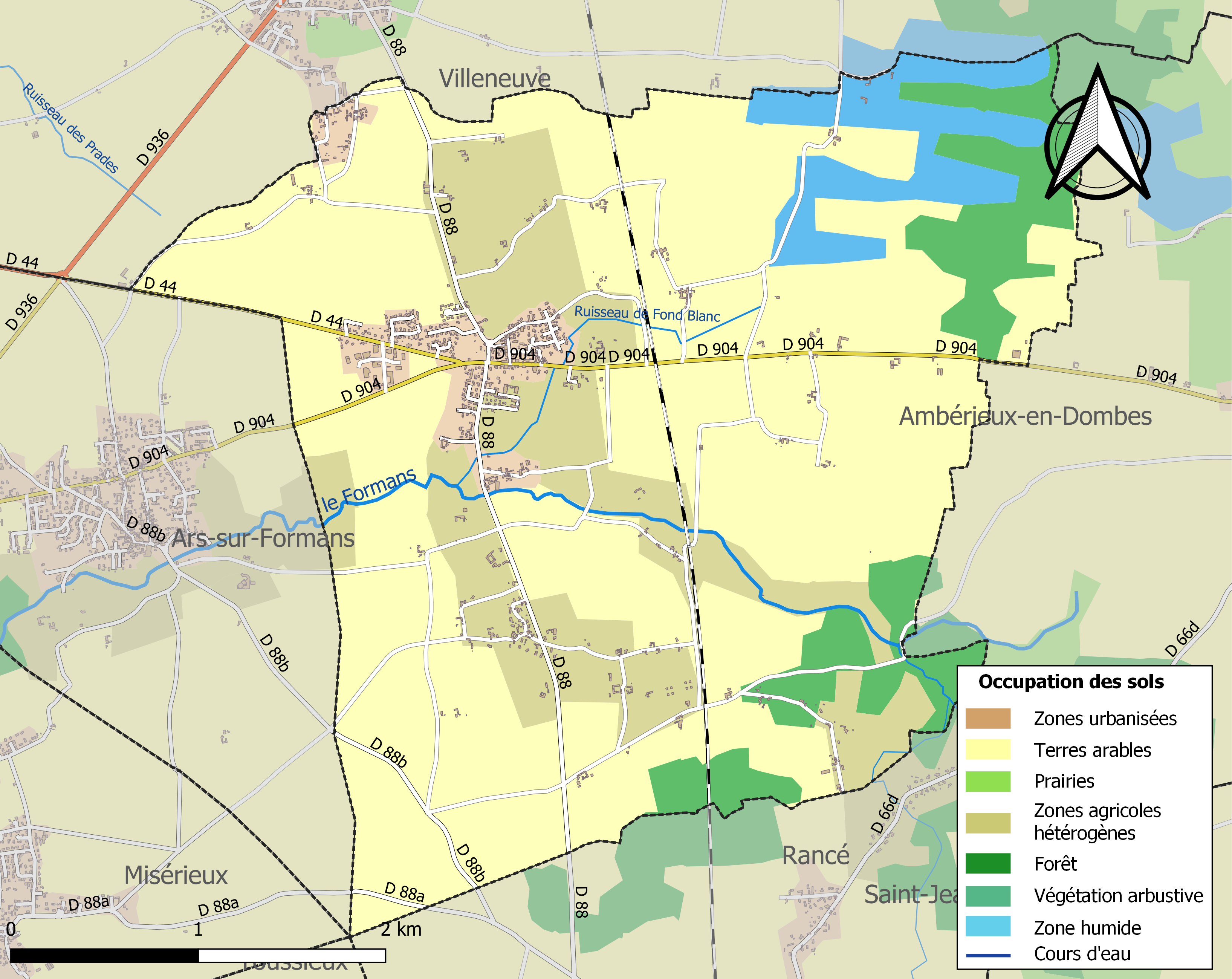
Carte des infrastructures et de l'occupation des sols de la commune en 2018 (CLC).

## Histoire
Mentionné dès le Ve siècle, le village fut le siège d'une conférence en 499 que tint le roi des Burgondes, Gondebaud. Par la suite, Savigneux fut donné au Xe siècle par Hugues de Lothaire à l'abbaye de Cluny. Il fait partie de la souveraineté de Dombes jusqu'au rattachement de celle-ci au royaume de France en 1762. En 1790, il devient une commune du département de l'Ain appartenant au canton de Saint-Trivier-sur-Moignans, puis à celui de Villars-les-Dombes en 2015.
Les Breilles (hameau)
Le fief est érigé, au mois de janvier 1604, en faveur de François du Pignon, capitaine de Trévoux, qui le légua à Nazaire de Chassenay, écuyer, seigneur du Lac, dont la fille unique, Jeanne de Chassenay, le porta en mariage à Guillaume-Philibert d'Angeville, seigneur de Montvéran, bailli de Bugey et gouverneur de Bresse.
Guillaume-Philibert d'Angeville le vendit, en 1660, à Gaspard de Vincent, écuyer, seigneur de Panette, maître des requêtes au parlement de Dombes. Les descendants de ce dernier en jouissaient encore en 1789

## Politique et administration

### Découpage territorial
La commune de Savigneux est membre de la communauté de communes Dombes Saône Vallée, un établissement public de coopération intercommunale (EPCI) à fiscalité propre créé le 1er janvier 2014 dont le siège est à Trévoux. Ce dernier est par ailleurs membre d'autres groupements intercommunaux.
Sur le plan administratif, elle est rattachée à l'arrondissement de Bourg-en-Bresse, au département de l'Ain et à la région Auvergne-Rhône-Alpes. Sur le plan électoral, elle dépend du  canton de Villars-les-Dombes pour l'élection des conseillers départementaux, depuis le redécoupage cantonal de 2014 entré en vigueur en 2015, et de la quatrième circonscription de l'Ain  pour les élections législatives, depuis le dernier découpage électoral de 2010.

### Tendances politiques et résultats
| Scrutin             | Scrutin             | 1er tour | 1er tour | 1er tour | 1er tour | 1er tour    | 1er tour | 1er tour | 1er tour   | 1er tour | 1er tour | 1er tour   | 1er tour | 2d tour | 2d tour | 2d tour | 2d tour | 2d tour | 2d tour |
| Scrutin             | Scrutin             | 1er      | 1er      | %        | 2e       | 2e          | %        | 3e       | 3e         | %        | 4e       | 4e         | %        | 1er     | 1er     | %       | 2e      | 2e      | %       |
| ------------------- | ------------------- | -------- | -------- | -------- | -------- | ----------- | -------- | -------- | ---------- | -------- | -------- | ---------- | -------- | ------- | ------- | ------- | ------- | ------- | ------- |
| Présidentielle 2017 | Présidentielle 2017 |          | FN       | 34,38    |          | LR          | 25,88    |          | EM         | 16,88    |          | LFI        | 9,38     |         | FN      | 51,85   |         | EM      | 48,15   |
| Présidentielle 2022 | Présidentielle 2022 |          | RN       | 34,03    |          | LREM        | 28,15    |          | LFI        | 9,06     |          | REC        | 7,47     |         | LREM    | 50,58   |         | RN      | 49,42   |
| Législatives 2022   | 4e                  |          | RN       | 29,54    |          | LFI (NUPES) | 18,89    |          | LR         | 18,14    |          | LREM (ENS) | 12,03    |         | RN      | 66,67   |         | LFI     | 33,33   |
| Législatives 2024   | 4e                  |          | RN       | 50,95    |          | HOR (ENS)   | 26,08    |          | EELV (NFP) | 14,32    |          | LR         | 8,38     |         | RN      | 55,91   |         | HOR     | 44,09   |

### Administration municipale
| Période                                  | Période      | Identité        | Étiquette | Qualité  |
| ---------------------------------------- | ------------ | --------------- | --------- | -------- |
| 1950                                     | mars 1971    | Jean Chagneux   |           |          |
| mars 1971                                | 24 mars 1989 | Raymond Sanloup |           |          |
| 24 mars 1989                             | 14 mars 2008 | Paul Chagneux   |           |          |
| 14 mars 2008                             | 28 mai 2020  | Daniel Vignard  | DVD       | Retraité |
| 28 mai 2020                              | En cours     | Gilles Garnier  |           |          |
| Les données manquantes sont à compléter. |              |                 |           |          |

### Intercommunalité
La commune fait partie de la communauté de communes Dombes-Saône Vallée.

## Population et société

### Démographie
L'évolution du nombre d'habitants est connue à travers les recensements de la population effectués dans la commune depuis 1793. Pour les communes de moins de 10 000 habitants, une enquête de recensement portant sur toute la population est réalisée tous les cinq ans, les populations de référence des années intermédiaires étant quant à elles estimées par interpolation ou extrapolation. Pour la commune, le premier recensement exhaustif entrant dans le cadre du nouveau dispositif a été réalisé en 2006.
En 2022, la commune comptait 1 459 habitants, en évolution de +9,45 % par rapport à 2016 (Ain : +5,15 %, France hors Mayotte : +2,11 %).
| 1793 | 1800 | 1806 | 1821 | 1831 | 1836 | 1841 | 1846 | 1851 |
| ---- | ---- | ---- | ---- | ---- | ---- | ---- | ---- | ---- |
| 500  | 369  | 509  | 500  | 660  | 607  | 648  | 710  | 737  |

| 1856 | 1861 | 1866 | 1872 | 1876 | 1881 | 1886 | 1891 | 1896 |
| ---- | ---- | ---- | ---- | ---- | ---- | ---- | ---- | ---- |
| 708  | 701  | 671  | 655  | 645  | 634  | 636  | 614  | 593  |

| 1901 | 1906 | 1911 | 1921 | 1926 | 1931 | 1936 | 1946 | 1954 |
| ---- | ---- | ---- | ---- | ---- | ---- | ---- | ---- | ---- |
| 602  | 601  | 592  | 563  | 512  | 508  | 489  | 506  | 473  |

| 1962 | 1968 | 1975 | 1982 | 1990 | 1999 | 2006  | 2011  | 2016  |
| ---- | ---- | ---- | ---- | ---- | ---- | ----- | ----- | ----- |
| 452  | 455  | 449  | 621  | 792  | 875  | 1 140 | 1 213 | 1 333 |

| 2021  | 2022  | - | - | - | - | - | - | - |
| ----- | ----- | - | - | - | - | - | - | - |
| 1 449 | 1 459 | - | - | - | - | - | - | - |

### Sports
Savigneux est doté d'un club de football, le FC Savigneux, et d'un club de tennis.

### Événements
Comme beaucoup de communes à proximité de Villefranche-sur-Saône, Savigneux organise la fête des conscrits qui a lieu tous les ans le premier dimanche de mars.

## Culture et patrimoine

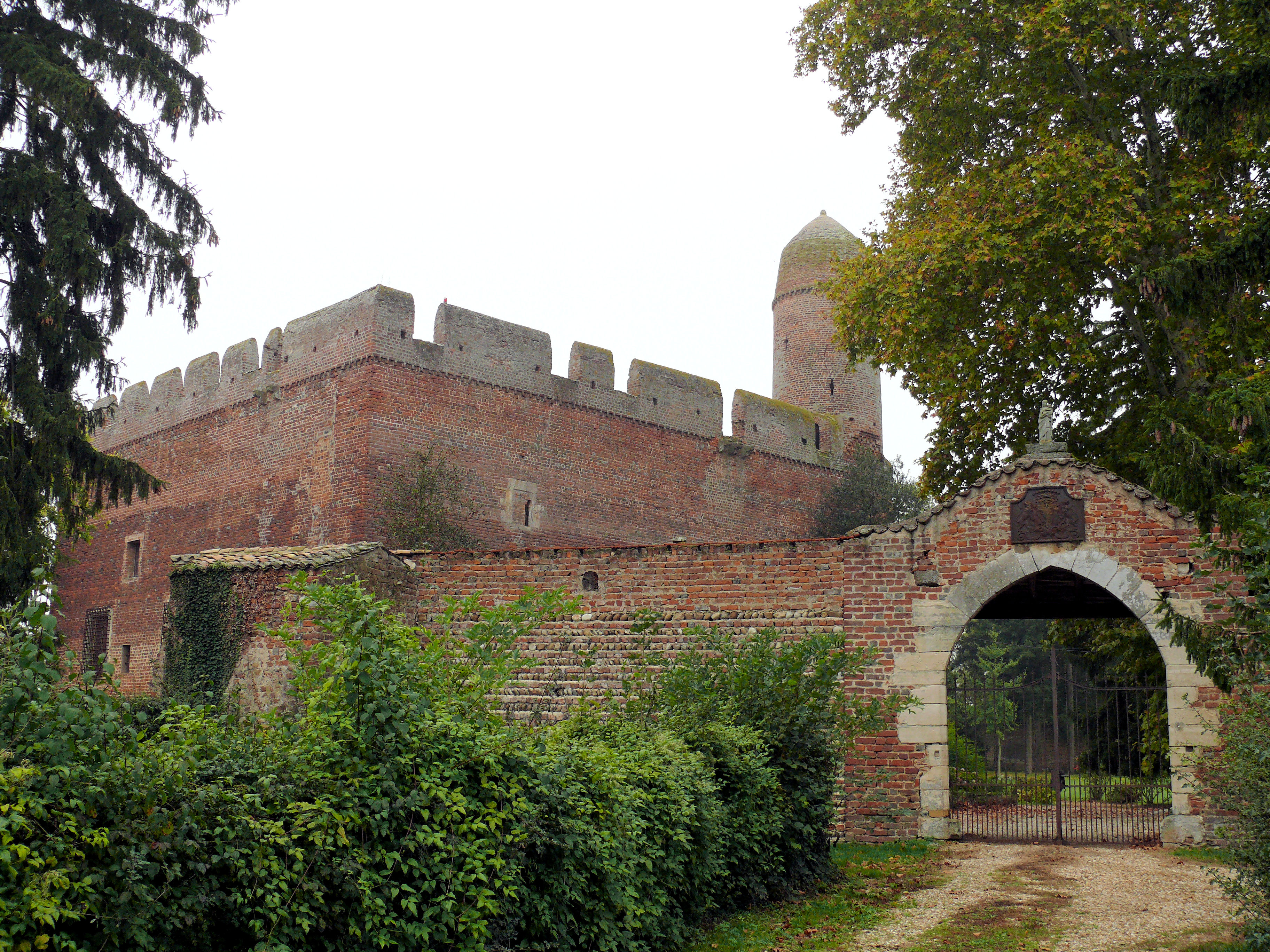
Château de Juis.

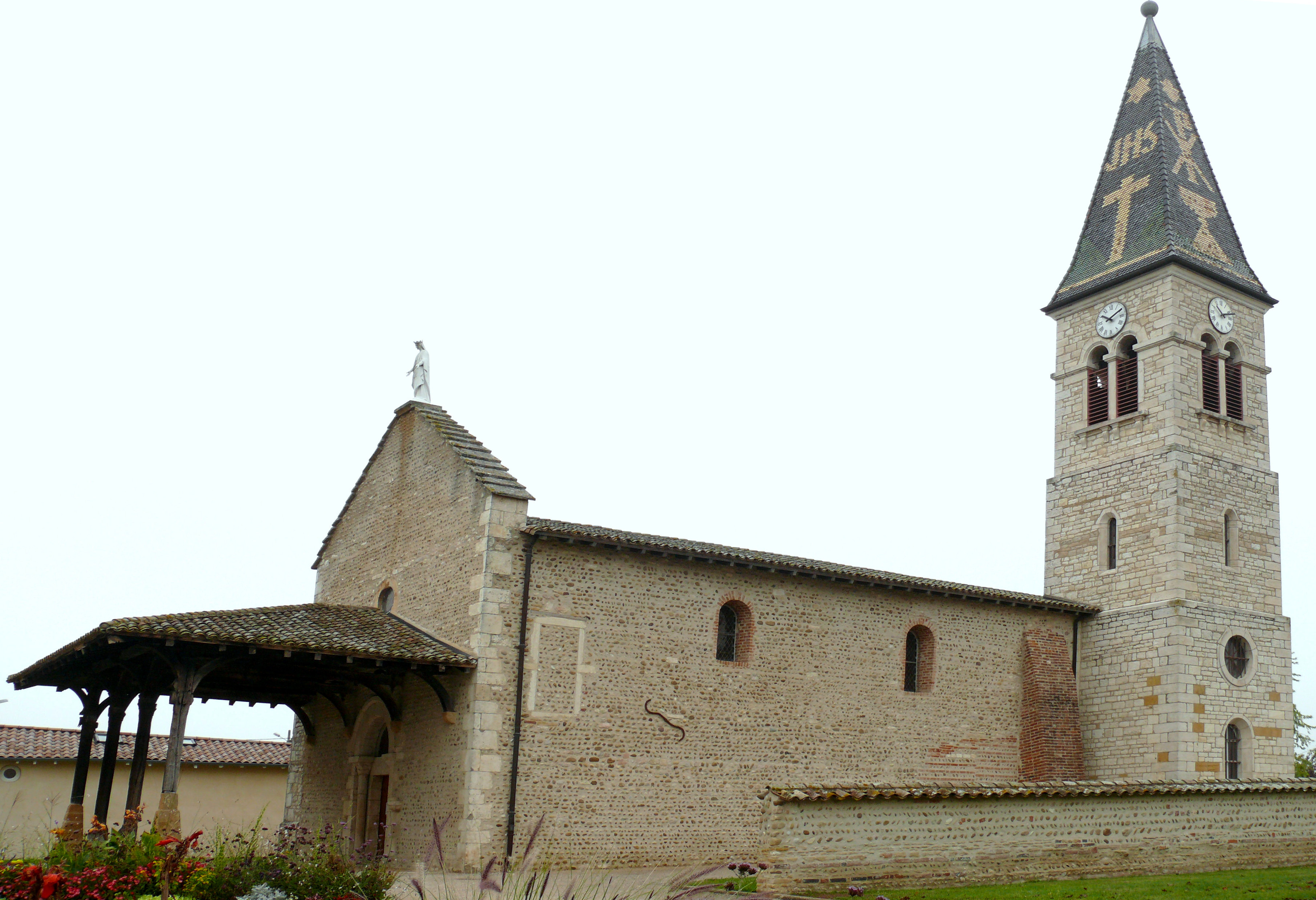
Église Saint-Laurent.

### Lieux et monuments
- Château de Juis inscrit au titre des monuments historiques depuis le 3 décembre 1993[26]. Situé à 2 km au sud du bourg, ce château du XIVe siècle a la particularité d'avoir été construit, en grande partie, avec des briques rouges. Il se présente sous la forme d'une enceinte quadrangulaire dont les quatre faces sont couronnées de merlons, dominée par un petit « donjon » du XIVe siècle.

En 1315, Jean de Juis en fait hommage au sire de Thoire-Villars. Le château actuellement visible n'est pas antérieur au XIVe siècle, bien que des chevaliers de Juis seraient cités depuis le XIIe siècle.
- Église Saint-Laurent du XIIe siècle. Située au centre du village, elle est particulièrement connue pour son auvent de bois, appelé galonnière, dont les poteaux sont décorés de masques à têtes animales stylisées, ainsi que pour son clocher à la toiture décorée de tuiles vernissées portant l'inscription IHS et des symboles chrétiens. L'église remaniée dans le style gothique, dépendait du prieur de Montberthoud.
- Prieuré de Montberthoud, fondé aux alentours de l'an 1000. Il dépendait de l'abbaye de Cluny, et il n'en reste aujourd'hui qu'une parcelle de façade, intégrée dans un corps de bâtiment.
- Château de Fontbleins[28], propriété fondée aux alentours de 1097 pour le bénéfice du prieuré de Montberthoud qui change de nom pour devenir le château de la Serpollière puis reprend le nom de Fontbleins avec les familles de notables Murgier de Fontbleins[29] et Moreau de Bonrepos.
- Croix de Cibeins, érigée au XVIIIe siècle et détruite sous la Révolution. Elle fut relevée en 1852 par le comte de Cibeins et bénie par le curé d'Ars. Elle s'élève devant le cimetière.

### Espaces verts et fleurissement
En 2007, la commune a obtenu le label une fleur au concours des villes et villages fleuris. En 2014, depuis février 2011, Savigneux  a le label deux fleurs.

### Héraldique
| Armes de Savigneux | Les armes de Savigneux se blasonnent ainsi : Tiercé en bande : au premier de gueules à l'épée basse d'argent garnie d'or et aux deux clefs aussi d'argent passées en sautoir brochant, au deuxième d'or aux trois tours de gueules posées à plomb, ajourées et ouvertes du champ, au troisième d'azur au lion d'argent. |

Ce blason a été créé par l'héraldiste Pierre-Henri Chaix en 1992 à la demande du conseil municipal.